# Olle Hedberg
Carl Olof (Olle) Hedberg, född 31 maj 1899 i Norrköping, död 20 september 1974 i Verveln i Östergötland, var en svensk författare och ledamot av Svenska Akademien från 1957.

## Biografi
Olle Hedberg blev faderlös vid tre års ålder och växte upp med sin mor och sin bror i Södertälje och Stockholm. Han var tidigt säker på att han skulle bli författare. I början av 1920-talet studerade han under ett par år litteraturhistoria och religionshistoria vid Stockholms högskola men tog inte någon examen. Han gifte sig 1923 med litteraturforskaren och författaren Ruth Hedberg, kallad Chloë, född Collin. Paret lämnade Stockholm och bosatte sig i Verveln i södra Östergötland. Deras enda barn, dottern Birgitta, som sedermera gifte sig med Svante Milles, föddes 1929. Olle Hedberg behöll huset i Verveln till sin död, men bodde också långa perioder på andra håll. Efter hustruns bortgång 1959 tillbringade han mycket av sin tid utomlands.
Hedbergs dotter Birgitta drabbades av en hjärnblödning och avled hastigt 1974. Några veckor senare tog Hedberg livet av sig. Denna död kan dock knappast ha varit oöverlagd, då reflektioner kring självmord förekommer i flera av hans romaner. Detta är ett av de teman som Vilgot Sjöman tar upp i sin bok om Hedberg, Drömtydaren (1992). Sjömans bok har ett begränsat källmaterial eftersom Hedberg, som under hela sitt författarliv varit mycket restriktiv med att ge upplysningar om sitt privatliv. Veckorna före sin död brände han alla brev, fotografier, ungdomsverk och originalmanuskript han hade tillgång till i sitt hem.
Makarna Hedberg är begravda på Tidersrums kyrkogård.

## Författarskap
Hedberg utgav en ny roman varje höst från 1930 till 1974, förutom 1962, då han i stället utgav den självbiografiska boken Mitt liv var en dröm, som bland annat innehåller ett av hans ungdomsverk. År 1939 utkom två böcker, varav den ena är Ut med blondinerna!, en vild satir riktad mot nazismen. Hedberg var under många år en av Sveriges mest omtyckta författare, men från mitten av 1960-talet sjönk hans popularitet, kanske på grund av att hans författarskap inte följde med i de stora förändringarna i samhället under denna tid.
Hedberg skildrade, särskilt i sina tidigare romaner, med skoningslös precision livet och människorna i den borgerliga miljö som han själv hade vuxit upp i. Hans debutroman Rymmare och fasttagare (1930), exempelvis, handlar om den skoltrötte gymnasisten Niklas Lissman, som rymmer från hemmet i Stockholm för att försöka finna ett ”sannare” liv som arbetare på landet. Böckerna kretsar i övrigt främst kring moraliska frågor, ofta med lättare religiösa anstrykningar, och ger uttryck för en pessimistisk livssyn. De har också karaktären av inträngande psykologiska personskildringar, ofta skildrande en kortare period av en persons liv. Ett exempel på detta från Hedbergs tidiga produktion är Får jag be om räkningen! (1932), som beskriver hur handelsresanden Erik Nordin reagerar när han får veta att han riskerar att dö inom kort.
Från slutet av 1940-talet minskade inslaget av samtidsskildring i romanerna, och Hedbergs starka gudstro sken igenom mer än tidigare. Han var dock inte kyrkligt religiös, utan den tro han beskriver i en del av sina böcker och kanske bäst i Drömtydning (1952) kan beskrivas med den mer sentida benämningen ”privatreligiös”. Hedberg trodde på en bättre tillvaro efter denna och verkar ha betraktat livet som en mörk övergångsperiod.
Ett av de främsta verken från den senare delen av Hedbergs författarskap är Bekänna färg (1947), där läsaren i en ovanlig litterär form kommer folkskolläraren Anton Danielson in på livet. Huvudpersonen är vid bokens början redan död, men hans arvinge upptäcker ett hemligt kartotek där Danielson skrivit om människor som gjort intryck på honom. Romanen utnämns ofta till Hedbergs bästa, bland annat av Göran Hägg i Den svenska litteraturhistorien. När Hedberg på 1970-talet fick välja ut fem av sina romaner för nyutgivning (vilken kom till stånd postumt 1975) valde han Bekänna färg samt fyra av sina femtiotalsromaner: Drömtydning (1952), Foto von Blomberg (1953), Dockan dansar, klockan slår (1955) och Djur i bur (1959). Han bortsåg alltså helt från sin produktion från 1930- och början av 1940-talet. Alla bedömare har dock inte hållit med Hedberg om denna värdering. Hans efterträdare i Svenska Akademien, Per Olof Sundman, rankade i sitt delvis kritiska inträdestal över Hedberg de tidigare verken högre, bland annat för att de har en starkare anknytning till den tid då de utkom.

## Bibliografi

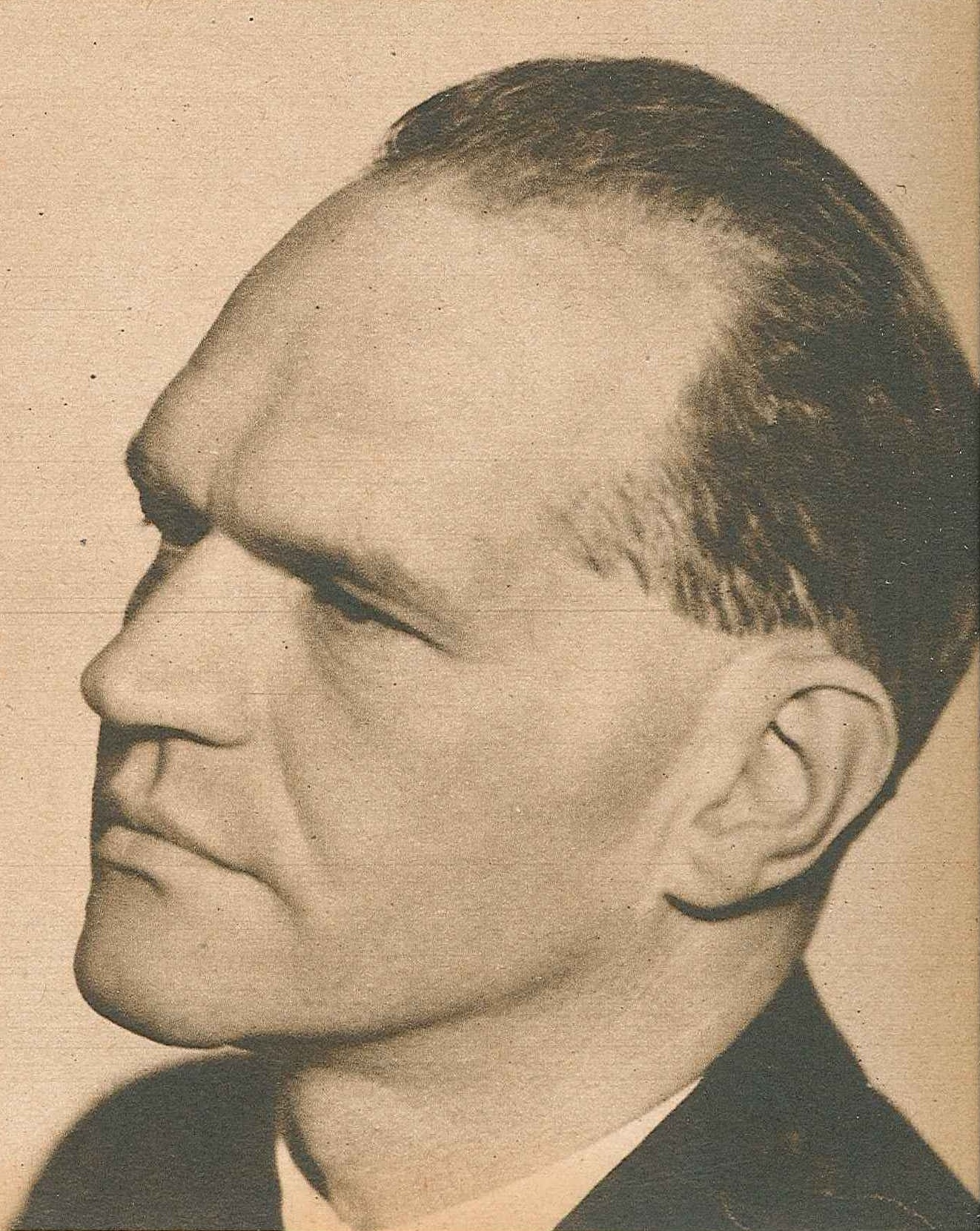
Olle Hedberg i början av 1940-talet.

### Varia
- Rabies eller Lindras livets kval av likars jämmer?. Stockholm. 1946. Libris 8080955 - Dramatik.
- Sten Selander : inträdestal i Svenska akademien. Inträdestal / Svenska akademien, 0346-7759. Stockholm: Norstedt. 1957. Libris 1275694
- Hur jag började : [anförande vid Bokens dag i Göteborg 15 november 1961]. Stockholm: Norstedt. 1961. Libris 633714
- Mitt liv var en dröm. Stockholm: Norstedt. 1962. Libris 11757. https://litteraturbanken.se/f%C3%B6rfattare/HedbergO/titlar/MittLivVarEnDr%C3%B6m/sida/3/etext?om-boken - Memoar.
- Kring Dalinminnet : direktörstal vid Svenska akademiens högtidssammankomst den 20 december 1963. Stockholm: Norstedt. 1963. Libris 629950
- Opp Amaryllis. Stockholm: Norstedt. 1975. Libris 7152226. ISBN 9117531926 - Radiokåserier.

### Översättning
- Paludan, Jacob (1941). Jörgen Stein : roman. Stockholm: Norstedt. Libris 1404168

### Samlade upplagor och urval
- Karsten Kirsewetter. Stockholm: Norstedt. 1945. Libris 31287 - Innehåll: Grop åt andra ; Mota Olle i grind ; Stopp! tänk på något annat.
- Bo Stensson Svenningsson. Stockholm: Norstedt. 1947. Libris 1399789 - Innehåll: Vad suckar leksakslådan? ; Sista sommarlovet ; Vackra vita tänder ; Slå dank ; Den felande länken.
- Berättelsen om Blenda / med förord av Tore Zetterholm. Stockholm: Norstedt. 1984. Libris 7153933. ISBN 91-1-841602-0 - Innehåll: Dan före dan ; Mera vild än tam ; Häxan i pepparkakshuset  ; Då bleknar bruden.

## Dramatiseringar och filmatiseringar
- Stopp! Tänk på något annat, 1944 (film, regi Åke Ohberg)
- Iris och löjtnantshjärta, 1946 (film, regi Alf Sjöberg)
- Rabies, scener ur människolivet, 1958 (TV-film, regi Ingmar Bergman)
- Och den mörknande framtid är vår, 1968 (TV-teater, regi Jan Molander) [13]

## Radioprogram
- 1992 producerade Sjöman (tillsammans med Kerstin M. Lundberg) även en radiodokumentär i fyra delar om Hedberg.

## Priser och utmärkelser
- Sixten Heymans pris 1938
- De Nios stora pris 1941